# Séleucie de Pamphylie
Séleucie (en grec : « Σελεύκεια », aussi traduit « Seleukeia ») était une cité grecque située sur la côte méditerranéenne de la Pamphylie, en Anatolie, à environ 15 km au nord-est de Sidé ; le site est actuellement d'environ 1 km au nord du village de Bucakşeyhler (également Bucakşıhler), à environ 12 km au nord-est de Manavgat, Antalya. Il est situé sur une colline avec des escarpements sur plusieurs côtés faisant une solide position défensive. La piste du village a été récemment clarifiée sur le net, mais le site principal est encore dans une forêt de pins matures. Le chercheur allemand Johannes Nollé a cependant suggéré que les restes de ce lieu ne soient pas ceux de Séleucie, mais plutôt ceux de Lyrbe.
Il y a des restes visibles d'une agora contenant une rangée de deux étages et de trois étages de façades, une porte, un mausolée, un bain romain, une nécropole, en plus de plusieurs temples et d'églises. De son emplacement distant, le site n'a pas été pillé pour les matériaux de construction et la région est parsemée de colonnes et d'autres éléments comme les grandes meules pour la mouture du blé.

## Sources
- (en) Cet article est partiellement ou en totalité issu de l’article de Wikipédia en anglais intitulé « Seleucia (Pamphylia) » (voir la liste des auteurs).